# Лёгкая атлетика на летних Олимпийских играх 1904 — прыжки в длину с места
Соревнования по прыжкам в длину с места среди мужчин на летних Олимпийских играх 1904 прошли 29 августа. Приняли участие четыре спортсмена из одной страны.

## Призёры
| Золото      | Серебро         | Бронза          |
| Рей Юри США | Чарльз Кинг США | Джон Биллер США |

## Рекорды
| Мировой рекорд     |               | —      |                |              |
| Олимпийский рекорд | Рей Юри (USA) | 3,21 м | Париж, Франция | 16 июля 1900 |

## Соревнование
| Место | Спортсмен         | Результат |
| ----- | ----------------- | --------- |
| 1     | Рей Юри (USA)     | 3,47 м OR |
| 2     | Чарльз Кинг (USA) | 3,27 м    |
| 3     | Джон Биллер (USA) | 3,25 м    |
| 4     | Генри Филд (USA)  | 3,18 м    |